# Phoradendron falciferum
Phoradendron falciferum är en sandelträdsväxtart som beskrevs av Kuijt. Phoradendron falciferum ingår i släktet Phoradendron och familjen sandelträdsväxter. Inga underarter finns listade i Catalogue of Life.